# ЛТГ FD.1
ЛТГ FD.1 је немачки ловац-хидроавион. Први лет авиона је извршен 1917. године. 

Највећа брзина авиона при хоризонталном лету је износила 145 km/h.
Распон крила авиона је био 10,00 метара, а дужина трупа 9,00 метара. Празан авион је имао масу од 895 килограма. Нормална полетна маса износила је око 1165 килограма. Био је наоружан са једним синхронизованим митраљезом ЛМГ 08/15 Шпандау (LMG 08/15 Spandau) калибра 7,92 mm.

## Наоружање
| Наоружање авиона: Луфттранспортгешвадер |      |
| Ватрено (стрељачко) наоружање           |      |
| Топ                                     |      |
| Митраљез                                |      |
| Број и ознака митраљеза                 | 1    |
| Калибар                                 | 7,92 |
| Бомбардерско наоружање (бомбе)          |      |
| Ракетно наоружање (ракете)              |      |